# Armaiolo (Rapolano Terme)
Armaiolo è una frazione del comune italiano di Rapolano Terme, nella provincia di Siena, in Toscana.

## Storia
Il borgo nacque in epoca medievale e fu signoria dei conti della Berardenga di Asciano, i quali vi ebbero dominio fino al XIV secolo, quando venne loro sottratto il controllo del territorio da parte della Repubblica di Siena.
Come ricorda Scipione Ammirato nelle Istorie fiorentine, durante la guerra di Siena gli armaiolesi rifiutarono nel 1554 di arrendersi agli spagnoli, e misero in atto una strenua resistenza finendo però per essere sconfitti.
Armaiolo costituì comune autonomo fino alle riforme lorenesi del 1777.

## Monumenti e luoghi d'interesse
- Chiesa di San Giovanni Evangelista
- Chiesa della Compagnia del Corpus Domini
- Chiesa di San Biagio a Chiusella